# Granodiorit

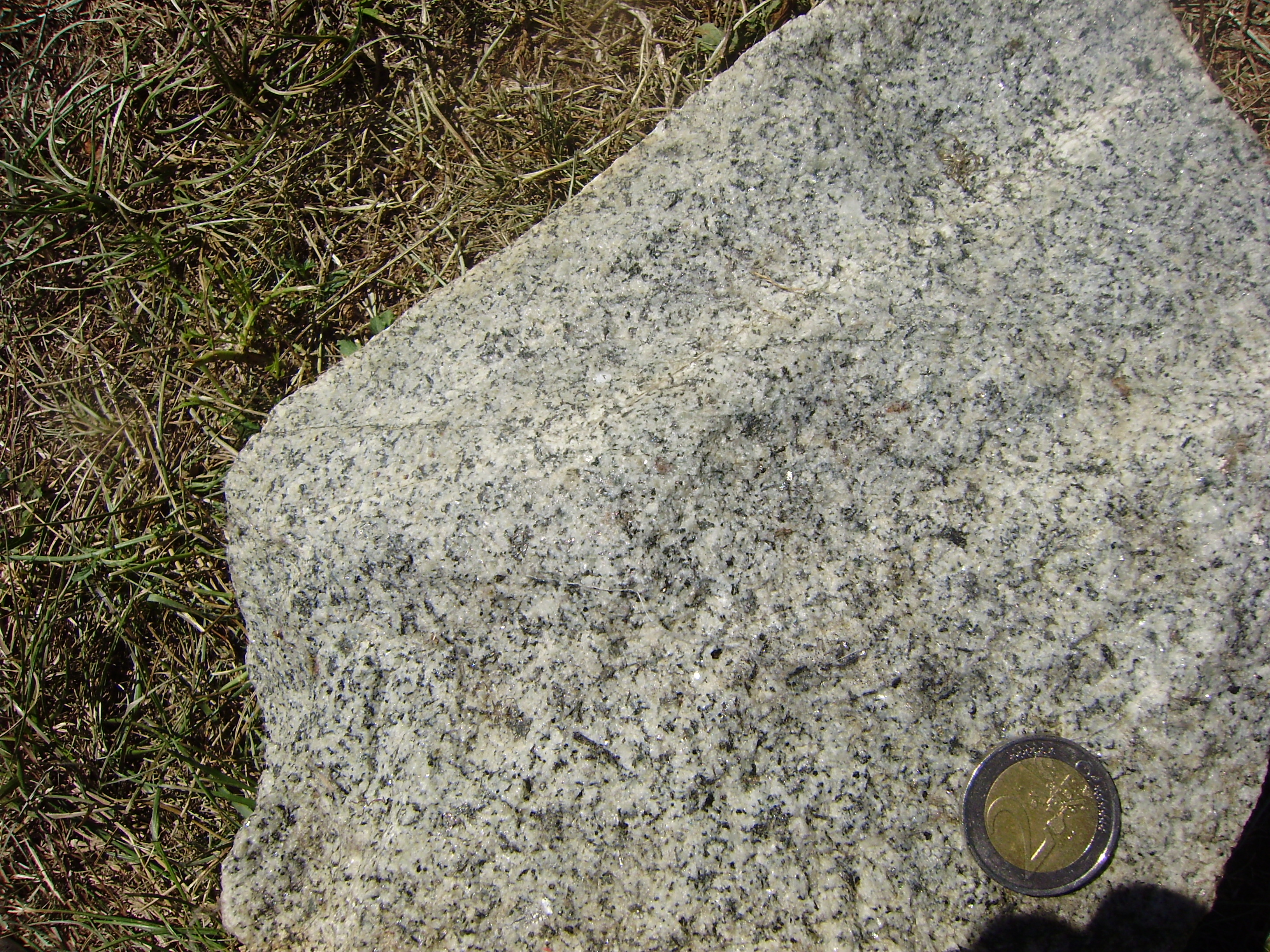
Một mẫu granodiorit ở Massif Central, Pháp

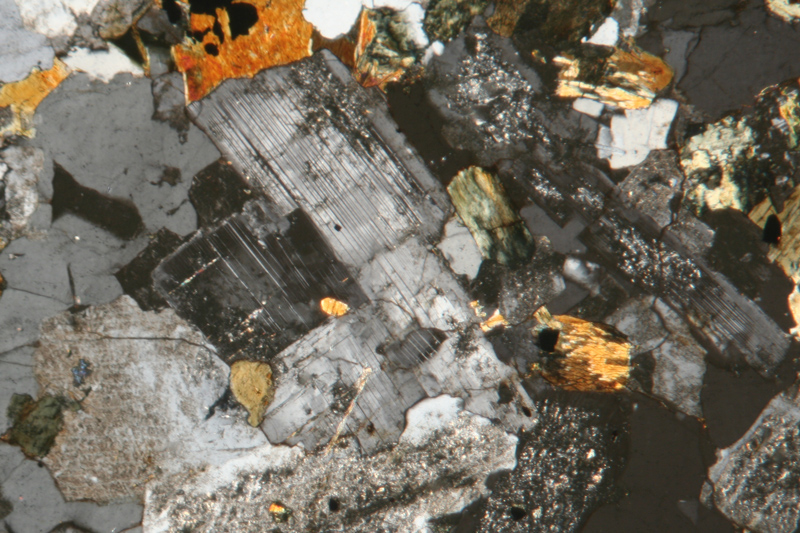
Hinh chụp mẫu lát mỏng của granodiorite ở Slovakia (dưới ánh sáng phân cực)

Granodiorit (Gơ-ra-no-di-o-rit) là một loại đá mácma xâm nhập tương tự như granit, nhưng chứa plagioclase nhiều hơn orthoclas. Theo biểu đồ QAPF, nó thuộc nhóm đá mácma có kiến trúc hiển tinh với hơn 20% thạch anh theo thể tích và ít nhất 65% feldspar là plagioclase. Nó thường chứa nhiều mica biotit và hornblend, do đó nó có màu tối hơn đá granit. Mica có thể tồn tại ở dạng các tinh thể lục giác rõ ràng, và hornblende có thể tồn tại ở dạng các tinh thể kéo dài.

## Đia chất
Tính trung bình, phần trên của vỏ lục địa có thành phần tương tự như granodiorit. Granodiorit là một loại đá mácma xâm nhập được hình thành khi khối mácma giàu silica xâm nhập lên và nguội lạnh tạp thành các batholith hay đá bên dưới bề mặt Trái Đất. Nó thường chỉ lộ trên bề mặt sau quá trình nâng lên và bị bào mòn. Loại đá phun trào có thành phần tương ứng với granodiorite là  dacit.